# ¥マネーの虎
『¥マネーの虎』（マネーのとら）は、2001年10月から2004年3月まで日本テレビで放送されたリアリティ番組。
一般人起業家が事業計画をプレゼンテーションし、投資家たる審査員が出資の可否を決定するという内容だった。
後に『Dragon's Den』、『Shark Tank』などのタイトルで番組フォーマットが輸出され、世界各国で制作された。

## 概要
番組タイトルは、陸軍大将・山下奉文もしくは軍属・谷豊の渾名である『マレーの虎』をもじったものである。
俳優の吉田栄作が、司会を務めたことで話題になった。また、オープニング映像には、当時の人気だったAV女優の一人である、長瀬愛がセーラー服姿で登場していた事でも知られる（ただし、ゴールデン時代の一部の回を除く、この時は冒頭からそのまま番組本編に入っていた）。
また、「夜は別バラ」枠での放送時代は、同枠の他番組と異なる独自のオープニングキャッチ（ナレーター担当の石川英郎が、番組と同じ口調で「夜は別バラ」とコールする）が使用された。

## 海外での番組化
本番組のフォーマットはソニー・ピクチャーズ テレビジョンの協力により、日本での放送終了後も公式に海外に輸出され、2005年に『Dragon's Den』のタイトルでイギリス・BBCテレビで番組化されたほか、オーストラリア、ニュージーランド、イスラエル、カナダ、オランダ、フィンランドなどで各国版が製作・放送された。
番組フォーマット輸出国数は2024年3月の時点で世界50の国と地域に上り、これはアニメを含む日本テレビ制作番組の海外展開では最大級であるほか、ビジネス・リアリティー番組としても世界最多の展開国数となっている（詳しくは、各国バージョンを参照）。
アメリカでは2009年からABCテレビにて『Shark Tank』のタイトルで番組化されており、テレビ芸術科学アカデミー主催のエミー賞において、何度もアメリカ版がノミネートされ、2021年までの時点で計4回受賞している。因みに日本オリジナル版の「虎」に倣って、各国バージョンでも龍や鮫など、番組タイトルに動物が入っていることも特徴である。
タイトルロゴには「NO CHALLENGE, NO SUCCESS」の英文が添えられている。

## ルール
基本ルール
志願者による自分がやりたい事業や、願望を抱く夢に関するプレゼンテーションに対して、「マネーの虎」と呼ばれる大物起業家達が自腹で現金を出資するか否かの判断を下す。虎達の出資予定額の合計が、志願者の希望金額に到達すれば「マネー成立」となり、志願者は虎達からの出資金を獲得できる。
虎達の出資予定額の合計が、志願者の希望金額に到達しなければ「マネー不成立（ノーマネー）」となり、志願者は虎達からの出資金を一切受け取れずプレゼン失敗となる。またマネー成立後でも、後日プレゼンの中に嘘や偽りが発覚したり、予定していたノルマに達しなかったりすると「ノーマネー」となる。
ノルマの設定
マネー成立の場合、志願者は出資者との相談で開業当日の利益目標に応じたノルマを設定する。なお、利益がノルマに到達しなかった場合、出資者から厳しい叱咤を浴びせられるのが恒例である。
現金手渡し
志願者登場前に虎達は自身の机上に持参した現金をアタッシェケースから出して並べる。但し、高橋がなりは自身の信条から現金を用意することを嫌ったため現金を用意せず、投資時には念書に投資金額を記入する形で対応していた。投資額については、「希望額に1円でも達しなければマネーは不成立」という説明があるが、基本的には1万円単位で希望額が設定されている。一方虎達側は出資時には100万円の札束単位で（例えば350万円出資の場合、100万円札4束分を渡す）マネー成立時に志願者に渡している。
その他のルール
成立・不成立以外のルールは当初から明確に設定されておらず、ワンコイン屋台の志願者が登場した際には高橋が「みんなが投資したいと言った場合は金額を吊り上げるのか、志願者が選ぶのか、早い者勝ちなのか」と本番中に質問したような出来事もあった。実際に1人の志願者に対して全額投資を希望する虎が複数登場した例が2度あり、ともに志願者が虎を選ぶ方法でマネー成立した。いずれも、堀之内が出資を希望したがどちらも選ばれなかった。そのうちの1名は成功を収めている（後述する主な成功者の木製品製造代表取締役社長）。
現金による投資が伴わない例
例外的に現金による投資が伴わない例も存在した。ゲイを対象とした出会い系サイト開設の志願者は株式会社設立費用1000万円を含めて1100万円を希望したのに対し、上野健一が1000万円と加藤が100万円投資したが、上野は現金ではなく保有している休眠会社を志願者に名義貸しさせるという形で対応した。
キムチの移動販売で360万円希望した志願者は、投資自体は岩井良明の全額投資で成立したが、この志願者は別の志願者が高橋がなりによる投資の一部で購入しながら、諸事情で事業を断念し未使用状態になった移動販売車を高橋から譲渡された。その為キムチ移動販売の商売は、岩井の投資金だけではなく、実質的には高橋の投資金も反映された形となった。
融資に変更する場合
自己資金のない志願者の場合、必要額すべてを出資してしまうと虎が50 - 100％の株を取得することになってしまうため、それを回避するため「実際には融資」していた場合もあったという。

## 内容
投資金額について
志願者の希望金額には上限が無い。最高希望額は中華料理のファーストフード店開業を希望した志願者で1億円。最低希望額は新しいスタイルのおにぎり屋を開くことを希望した志願者で180万円。マネー成立した案件では井手らっきょの2270万円が最高投資額となった。総投資金額は番組最終回にマネー成立者のその後を追跡した企画で3億5460万円と紹介された。
マネー成立後にプレゼン内容の虚偽発覚や、ノルマ達成等の条件を達成できなかったために成立無効になった志願者もいるため、放送された全マネー成立者の総投資金額と最終回で公表された総投資金額は一致しない。
希望額に到達した段階でマネー成立だが、モンゴルでタクシー業を開業したい志願者（希望額1752万円）の場合、加藤和也と川原ひろしが先に600万ずつ投資に名乗りを上げて残り金額は552万円だったが、モンゴルの現地視察後に投資を決めた高橋が（加藤・川原両社長と）同じ金額の投資を希望した結果、結果的に希望額を上回る1800万円の投資となった。
社長の通算最多投資額は高橋がなりで7724万円（志願者数は12組）に投資している。また、女性社長で投資して成立したのは尾崎友俐のみで、吉川幸枝も投資しているが、投資した志願者が断念したため無効扱いになっている。
虎たちの怒りや対立
志願者のプレゼンに関して、虚偽が一つでもあったり、態度が悪かったり、起業計画に甘さがあったりすると、虎達は激烈な非難を浴びせ、最悪の場合、激怒した虎が罵倒したり、途中で退席する事すらあった。なお、司会である吉田も、ある志願者の認識の甘さを批判して一時退室した事があった。
放送が続くにつれて、志願者に対する人格否定とも取れるほどに屈辱的な虎による非難や、虎同士の怒号飛び交う対立など、より一般常識からかけ離れた過激なやり取りが展開された。虎同士の対立は特に南原が登場してから増えていき激化していった。小林敬は虎同士の対立はあまり起こさなかったが、志願者のプランや態度に甘さがあれば容赦なく怒り出すことも珍しくはなかった。代表例としては、手打ちうどん店を開業したい志願者に対して言い放った、「アホンダラ！」や「謙虚になれよ！」である。堀之内は虎同士の対立を嫌い、「収録後にルール付けをキチンとしなければ降板する」と吉田及び他の虎に宣言し、それを巡って貞廣一鑑と激論となった。
虎たちへのギャラ
この番組では、虎達にはギャラは支払われていない。その他にも、交通費、食費、宿泊費などの費用も、すべて虎達の自腹となっている。虎たちにとって、番組出演は「自身と会社の広告宣伝代わり」でもあり、「起業家との人脈づくり」と「投資による利益」が目的で番組参加している。ギャラがないからこそ、一切の打算なくビジネスとしての厳しい言葉が発せられる。
本番組に出演したことで、社長自身や会社の知名度が上昇して、他社への営業や交渉などがしやすくなったと感想を述べた虎もいる。
番組企画のジレンマ
出演者達により、番組のあり方に対する疑義が呈されることもあった。虎の岩井は「出来すぎた計画を持ち込むと宣伝ではないかと言われ、未完の計画を持ち込むと詰めが甘いと叱責されることに問題がある」と、企画が抱えるジレンマを指摘している。
また、堀之内から「自分（自力）でやったらいいじゃないか」と突き放された外国人志願者が、「それを言い出したら、何の為にこの番組があって、ここに来ているのかわからない」と逆に詰め寄る場面もあった。
虎側でも意見が割れることはしばしばあり、岩井が「プランが完成されていなくても良いと思う。自分が事業を立ち上げた時も、色々考えていたかと言われると、何も考えていなかった」と将来性を見込んで投資を決めた事について、吉川が「貴方はそういう時にこういう場でお金を借りに来ましたか？（お金を借りる以上はやはりそこはちゃんとしないと）」とあくまで完璧なプランを求めたのに対し、小林が「それを否定しちゃうんだったら、この番組に出ちゃいけないんですよ」と吉川をたしなめる場面もあった。
上記の小林が激怒した手打ちうどん店の回では、事業計画の詰めの甘い志願者について、堀之内が「（志願者を）選ぶスタッフもいるんでしょう？もうちょっと真剣に選んで、価値のある人に来て頂きたい」と吉田に提言した。

## 沿革

### 放送時間の変遷
| 期間       | 期間       | 放送時間（日本時間）         | 備考                                                   |
| ---------- | ---------- | ---------------------------- | ------------------------------------------------------ |
| 2001.10.06 | 2002.03.30 | 土曜日 24:50 - 25:50（60分） | 原則関東ローカルであったが、一部地域にもネットされた。 |
| 2002.04.19 | 2003.09.19 | 金曜日 20:00 - 20:54（54分） | 放送開始から半年で全国ネット開始。                     |
| 2003.09.29 | 2004.03.29 | 月曜日 22:54 - 23:24（30分） | テレビ大分でも同時ネット開始。                         |

### ブームの推移
深夜放送でスタート
本番組は深夜放送時代に評判となり、深夜ながらも視聴率は常に7%を超えていた。その演出方法や「マネー成立です」や「ノーマネーでフィニッシュです」といった決まり文句が強烈なインパクトを与えたことから、数々のバラエティ番組等で盛んにパロディが行われるほど注目が集まった（後述）。
ゴールデンタイム進出
当時、日本テレビのバラエティを支えていた人気番組『ウッチャンナンチャンのウリナリ!!』の後を受けてゴールデンタイムに抜擢された。しかし、ビジネスの話は一般層、とくに女性や若者には興味がない人が多く、ゴールデンタイムには放送内容が向いていないと言うテレビ関係者の声も多く、ゴールデン進出後は、スポンサーの大半が提供クレジット送出を自粛するなどの事態となった。
その上、当時は日本テレビが地上波でプロ野球の巨人戦の放送を全試合中継していたこともあり、プロ野球シーズン中はそもそも19時台20時台の番組はプロ野球放送時には休止するのが当たり前だったこともあり、放送が少ない月では、月に1、2回程度しか放送されないことが頻繁にあった上、シーズン開幕時期、優勝争いが佳境を迎える9月や、日本シリーズ放送、改編期などの事情で、最大で1ヶ月半近く放送間隔が開いたこともあり、本来の番組の内容がマネー成立、不成立に至るまでの経緯が十分に伝えれられず、結果として視聴率も低迷した。
ゴールデン進出後は、プロ野球シーズンではない時期は、お盆や年末年始期間等を除いては基本的には毎週放送されていたが、ゴールデン時代の途中から、視聴率が低迷したことにより、プロ野球シーズン中でなくとも、月に1、2回程度休止する事例も出てきていた。
ふたたび深夜枠になり30分番組に
その後、深夜枠へと戻り、同時に開始時の60分番組から30分番組へと放送時間が縮小された。基本的にはかつての深夜時代同様、ほぼ毎週放送するスタイルに戻されたが、長時間にわたって収録した内容から、要所を厳選して放送していた番組であったが、30分では番組の魅力を充分に引き出すことができず、ゴールデン時代よりも視聴率はさらに低迷していき番組終了となった。

### 番組終了後

#### 志願者たち
マネー成立により出資を勝ち取り事業を立ち上げた志願者は、失敗して借金を背負うことになってしまった者もいたが、成功を収め番組終了後も事業を継続させ続け、年商億単位の会社にまで成長した者もいる（主な成功者を参照）。
- ノーマネーに終わった志願者でも敗者復活を果たした例がある。
  - F1を目指すためにF3参戦資金の出資を希望したレーサーの下山征人は、本番ではノーマネーに終わったものの、後日ふたたび南原に志願して出資を勝ち取った。下山は2006年には尾崎の会社とマネージメント契約を締結している[15]。
  - ベトナムで歌手活動していた境恒春も、本番ではノーマネーに終わったが、自ら営業で環七のなんでんかんでんに出向いたのがきっかけで当日のプレゼンに参加していなかった川原と知り合い歌手デビューを実現させた。

- ノーマネーで終了した後、虎の援助を受けずに成功した例として、以下の者がいる。
  - 兼子ただし（スポーツストレッチ事業を実現）
  - パン職人の内村浩一（焼きたて!!ジャぱん取材協力、パン教室の開業で成功）
  - チャンコ増田（会社を設立も倒産、しかし同人誌即売会イベンターとして成功）
  - 古坂和仁（プロデュースという設定で別名義で活動するシンガーソングライター『ピコ太郎』の楽曲『ペンパイナッポーアッポーペン』は世界134か国で配信、ビルボードホット100にランクインされるなど、世界的に大ヒットした）
  - 大川祝続（ブライダルプロデューススクール。出演後事業を拡大し、2007年にはTBSの『世界バリバリバリュー』に日本を代表するセレブとして出演するに至った）
  - 女性専用顔剃り開業資金の出資を希望した理容師の志願者は、出演後別会社から融資を受け女性専用シェービングサロンをオープンさせたのをきっかけに様々な事業を立ち上げ、複数の情報番組にも出演し芸能界からもオファーが殺到するなど美容系コンサルタントとしても活躍している。
  - 日光にリゾートホテルオープン資金の出資を希望したバングラデシュ人の志願者は番組出演の3か月後、銀行から多額の融資を受けてホテル・レストラン事業を立ち上げて成功している。2011年に東日本大震災が起こった際にはホテル営業を中止し、被災者に対しホテルを一時避難所として開放したことで話題となった。しかし、入管難民法違反幇助で2015年に逮捕された[16]。
- その他にも、ノーマネーに終わった志願者の中で成功を収めている人物は少なくない。

#### 社長（『マネーの虎』）たち
- 「虎」は当時事業が成功していた経営者が出演していたが、この番組の放映後、文野、貞廣、岩井、高橋らは自らの事業の業績を向上させた一方、堀之内、小林、安田、上野[17]など、自らの事業が破綻した者も少なくない。
- 南原の会社も破綻には至ずとも、2005年に取引先だったMGローバー破綻の影響で巨額の負債を背負った[18]。同じく虎として出演していた吉川も、自身の料亭で発生した食中毒が原因で巨額の負債を背負った。

- 川原は2012年11月に、経営していたなんでんかんでんの本店を閉店した[19]。
- 加藤は2013年に嵐山美空ひばり座を閉館するなど[20]、事業縮小を経験することになった。
- 野口は事業の業績不振の影響により、親会社であるワコールHDにより経営陣刷新のため社長を事実上解任され、取締役へ降格（後に退職）となった。

#### Youtubeによる類似番組
- 2016年に元マネーの虎達がプロデュースする経営セミナー「南原ビジネスアカデミー」が開講された。講師陣には塾長の南原の他に川原・安田・岩井・尾崎が名を連ねており、Youtubeチャンネルにて番組を模した志願者によるプレゼンやトーク映像が配信されている。
- 2010年代末より元マネーの虎たち各自が正式にYouTubeチャンネルを持ってYouTuber活動が目立ち、岩井、高橋、堀之内も活動を開始している。また、それぞれの番組ゲストとして登場している社長が多かったり、そのゲストによるトークで虎たちや志願者たちの過去や現在の様子が語られるなどして番組のファンが盛り上がっている。

#### 番組内で発表されたアイデア
ノーマネーに終わったアイデアの中には志願者の手によるものでは無いものの、その後に大きなビジネスになったアイデアも少なくない。
- 司会の吉田が一時退席するというエピソードを生んだ、「専用劇場を持ってライブ中心でタレントを育成する芸能事務所を開設したい」というアイデアは、志願者自身はノーマネーに終わったが、類似したシステムを取り入れたAKB48が2005年に結成されてその後大ブレイクし、さらに同様のライブアイドルが多数登場し、現在では芸能界の一角となるほどまでに成長を遂げている。
- スープカレーの専門店開店の志願者もノーマネーに終わったが、2003年に札幌の人気店が首都圏に進出したことをきっかけにスープカレーがブームとなり、現在[いつ?]でも一定の人気がある。
- 結婚を前提にした男女を対象にしたイベント等を企画運営する出会い系コーディネートのアイデアは、日本の少子高齢化の進展も手伝って、婚活・街コンビジネスとして公的・民間を問わず全国各地で結婚を促すイベントが非常に活発化している。
- 必ず成績が上がる塾の開校資金を希望した大学院生の志願者は、塾のコンセプトとして「生徒同士が教え合う」スタイルを提案したが、その後アクティブ・ラーニングという学修者が能動的に学修に参加する学習法という形で、各教育現場で取り入れられるようになってきている。

## マネーの虎

### レギュラー
- 吉田栄作（俳優）

司会進行役。基本的に第三者的な立場において淡々と司会進行を行っているが、まれに希望者にアドバイスを行ったり、ヒートアップする虎たちの仲裁を行うこともある。一度だけ希望者の態度に腹を立てて、部屋から途中で一時退場したことがある。

#### 放送開始から終了まで
| 名前         | 会社名                         | 事業内容                     | キャッチコピー                                  | 金を出す条件                             |
| ------------ | ------------------------------ | ---------------------------- | ----------------------------------------------- | ---------------------------------------- |
| 加藤和也     | 株式会社ひばりプロダクション   | 芸能事務所・版権管理         | 美空ひばりの長男にして音楽プロデューサー        | 自信のある人                             |
| 川原ひろし   | 株式会社なんでんかんでん       | ラーメン店                   | 元祖行列のできるラーメン店、Mr.なんでんかんでん | 天才・宇宙人みたいな人                   |
| 小林敬       | 株式会社小林事務所             | 創作料理店                   | 飲食界のショーンコネリー、心優しき激情家        | 信念とフロンティアスピリッツを持った人間 |
| 高橋がなり   | ソフト・オン・デマンド株式会社 | アダルトビデオメーカー       | アダルトビデオ業界の鬼才                        | 不器用に真面目に生きているヤツ           |
| 堀之内九一郎 | 株式会社生活創庫               | リサイクルショップ           | 奇跡の人間リサイクル、リサイクルの帝王          | 全てを見せられる人間                     |
| 安田久       | 株式会社エイチ・ワイ・ジャパン | エンターテイメントレストラン | 飲食界のヌーヴェルヴァーグ                      | 金を儲けたいヤツ                         |
| 吉川幸枝     | 株式会社よし川                 | レストラン                   | 歩く百億円、マネーの女神                        | 私のパワーでやらせてあげられる           |

### 準レギュラー
初期（土曜深夜）
| 名前     | 会社名                   | 事業内容           | キャッチコピー                            | 金を出す条件                           |
| -------- | ------------------------ | ------------------ | ----------------------------------------- | -------------------------------------- |
| 愛田武   | 愛田観光株式会社         | ホストクラブ       | ホスト界のドン                            | おとなしくて優しくて真面目な人は難しい |
| 市東剛   | ホテルセーラグループ     | ラブホテル         | ラブホテルに市東あり                      | 革命を起こせるような者                 |
| 杉本博彦 | 株式会社ピー・ジー・エム | 輸入古着屋         | グローバルなその視点                      | 繊細かつ大胆な人                       |
| 高須基仁 | モッツ出版株式会社       | 写真集出版社       | 女の敵か女の味方か、 ヘアーヌードの仕掛人 | 心を裸にしてくるヤツ                   |
| 竹麓輔   | 株式会社ハートランド     | ラーメン店         |                                           | 信用のできる裏切られてもいい人         |
| 床波浩   | 株式会社ビットウェイブ   | インターネット事業 | IT界の風雲児                              | 一直線でギラギラしてる人               |

初期（土曜深夜）～中期（金曜20時台）
| 名前     | 会社名                                 | 事業内容               | キャッチコピー           | 金を出す条件                     |
| -------- | -------------------------------------- | ---------------------- | ------------------------ | -------------------------------- |
| 上野健一 | ノシアス理想都株式会社グループ         | 不動産事業             | 関西の大王               | その人のオーラパワー             |
| 野尻佳孝 | 株式会社テイクアンドギヴ・ニーズ       | ブライダルプロデュース | 史上最年少の虎           | 夢または目標に日付を入れている人 |
| 文野直樹 | 株式会社大阪王将→ イートアンド株式会社 | 中華料理店             | 飲食界のエンターテイナー | パッション 情熱がある人          |

中期（金曜20時台）
| 名前                | 会社名                           | 事業内容                 | キャッチコピー                    | 金を出す条件                                           |
| ------------------- | -------------------------------- | ------------------------ | --------------------------------- | ------------------------------------------------------ |
| 大原茂桂            | 株式会社カルチャーオブ・エイジア | ライブハウス             |                                   | 私を越えるようなライバル                               |
| 野口美佳            | 株式会社ピーチ・ジョン           | 輸入女性用下着の通信販売 | マネーのジャンヌダルク            | 人に希望とか夢を与えたい方なんでそういう後輩を育てたい |
| 早原浩三            | 株式会社アップス                 | インターネット事業       | 精悍な顔、獰猛な目つき            | チャンスをモノにできる 人間的に魅力のある人            |
| 樋口道也            | 株式会社ドリーム                 | 新古書店                 | 本のリサイクル王、 スピード投資男 |                                                        |
| レイコ・B・リスター | 株式会社エル・インターナショナル | 化粧品輸入販売           | 化粧業界のパイオニア              |                                                        |
| 櫻木博              | 株式会社トマトアンドアソシエイツ | ファミリーレストラン     | 飲食界の新風                      |                                                        |

中期（金曜20時台）～最晩期（月曜別バラ枠）
| 名前     | 会社名                                     | 事業内容         | キャッチコピー                     | 金を出す条件                                 |
| -------- | ------------------------------------------ | ---------------- | ---------------------------------- | -------------------------------------------- |
| 岩井良明 | 株式会社モノリス                           | 学習塾・予備校   | 永遠の応援団長、学習塾業界の熱血漢 | 正義感と社会貢献 2つのキーワードを持ってる人 |
| 臼井由妃 | 株式会社健康プラザコーワ                   | 健康用品メーカー |                                    |                                              |
| 尾崎友俐 | 株式会社オリエンタル                       | レストラン       | マネーのビーナス                   |                                              |
| 貞廣一鑑 | 株式会社ラヴ                               | カフェ           | カフェの虎                         | 今この瞬間に命を懸けて生きてる人             |
| 南原竜樹 | 株式会社オートトレーディングルフトジャパン | 輸入車ディーラー | 冷徹なる虎                         | バランスの取れたガッツのある人間             |

## 芸能人の志願者
「夜は別バラ」枠に移行後は、芸能人志願者も多く登場した。
- 森脇健児（タレント）
- 工藤兄弟（タレント）
- 尾身和樹（元ジャニーズJr.）
- 柴田光太郎（田宮二郎の長男､俳優）
- 揚田・あき（元アイドル）
- 古坂和仁（現・古坂大魔王。底ぬけAIR-LINEの元メンバーでお笑いタレント）
- 井手らっきょ（お笑いタレント）
- 佑天寺うらん（プロレスラー）
- 坂東亀太郎こと村野達郎（元子役）

## 漫画
番組のいくつかの話を抜粋したファンブック『マネーの虎』も出版された。一部分が土田世紀の手により漫画に書き起こされている。
- マネーの虎（日本テレビ放送網、2002年。ISBN 978-4820398325）

## 主な成功者
長谷部文康（株式会社ROMANDO ROLL JAPAN代表取締役会長）
南原が400万円、尾崎が300万円、岩井が100万円出資。
「フランスロール」の名称でキッチンカー販売から始め、「ロマンドロール」に名称変更し全国展開を行った。番組最終回分の収録時点で、年商3億円を突破するなど注目を集めていた。しかし、2008年に脱税やシンナー吸引などの罪に問われ実刑判決を受けて、一度別の経営者に本店の経営権が渡ったが、2016年12月に新会社を設立して、同事業の経営権を取り戻した。
黒澤文昭（パソコン救急バスターズ代表取締役社長）
岩井、小林がそれぞれ335万円出資。
2024年2月時点では、全国に8カ所の事務所がある。
DJ UTO（エグジットチューンズ株式会社代表取締役社長）
貞廣が410万円、川原が200万円、岩井が210万円出資。
後に、歌スタの審査員を務めるなどトップDJになった。
井手らっきょ（「プロフェッショナル・ベースボール・アカデミー」の校長・運営会社「有限会社裸裸裸」の代表取締役）
小林が270万円、岩井と高橋がそれぞれ1,000万円出資。
番組史上最高の出資額。同校の1期生である猪本健太郎が福岡ソフトバンクホークスに2008年に育成指名され、同校出身者初のプロ野球選手が誕生。その後も岩貞祐太、村上宗隆といったドラフト1位指名選手も輩出した。なお、井手は既に経営からは手を引いており、現在アカデミーは別会社によって運営されている。
千代敬司（株式会社Chiyo-pet　チヨペット代表取締役社長）
岩井が370万円出資。
会社情報のページ等でマネーの虎での体験談が掲載されている。
男性D（イタリアン飲食店代表取締役社長）
加藤が980万円出資。成功時は、茅ヶ崎、平塚、鎌倉の3店のほか、大船にもカフェを含めた飲食店を展開していたが、のち全て閉店。
菊野慶吾（有限会社カントリーウッドガーデン 代表取締役社長）
貞廣が500万円出資。
電子商店街にて、通信販売を行っている。
金栄（キムチ製造販売取締役）
岩井が360万円出資。高橋が移動販売用車両（850万円・以前おにぎり屋移動販売志願者に出資した額）提供。
主力のキムチの他にランチを提供する移動販売を展開し、従業員20名以上を抱える企業に成長。
辻康裕（モンゴルでタクシー会社設立）
加藤、川原、高橋がそれぞれ600万円 計1800万円出資。タクシー会社の売り上げの5％を寄付。
タクシー会社以外に飲食店などを経営。その後、2012年に事業を売却し日本に帰国、同年の第46回衆議院議員総選挙に日本維新の会から出馬するも落選。現在は政治家に転身し、2019年4月の神戸市議会議員選挙に日本維新の会から出馬し、初当選した。

## スタッフ
- 演出・プロデュース：栗原甚（深夜時代は企画・演出）
- 企画・構成：堀江利幸
- 構成：鈴木おさむ、渡辺哲夫、桜井慎一、石原健次（桜井・石原→月曜深夜時代）
- TM：福王寺貴之（日本テレビ、月曜深夜時代）
- CAM：元木宏、小田裕貴
- AUD：大関満朗
- VE：横井甲児
- 技術協力：八峯テレビ
- 音効：森山顕仁
- 美術：林健一
- 美術協力：日本テレビアート
- EED：日詰しのぶ、高羽英揮
- MA：新井保雄
- 編集技術：プロセンスタジオ
- ナレーター：石川英郎
- デスク：呉羽あゆみ
- 取材：高橋明美、島中譲
- CG：ファインウェーブ（2002年10月18日 - ）
- 広報：梶原美緒
- AD：佐藤芙美、高橋美樹、新井輔浩、金丸恵理子、高浦千明、石坂完爾、金子敏之、大輪和孝、有田直美、氏田亮祐
- 演出補：渡辺英夫、唐沢宏一（唐沢→以前はAD）、新沢学
- AP：渡部祐一（以前はディレクター）、棚橋砂予（2002年4月19日-）、羽村直子（月曜深夜時代）
- ディレクター：土井聡司（演出の回あり）、高橋政光、閑和明、椎葉宏治、鴻巣裕司（鴻巣→2002年10月18日 - 2003年1月は演出補、同年9月6日まではAD）
- 演出：大澤宏一郎、山谷和隆、大熊義紹、諏訪一三（大熊・諏訪→以前はディレクター）
- プロデューサー：面髙直子、金田有浩 / 小山伸一、仲野久（仲野→2002年4月19日 - ）
- チーフプロデューサー：桜田和之
- 制作協力：ザイオン、えすと（えすと→2002年4月19日 - ）、ジーヤマ（月曜深夜時代）
- 製作著作：日本テレビ

### 過去のスタッフ
- 構成：小野高義、高草木靖治、鈴木工務店（鈴木工→2002年4月19日 - 2003年9月）
- TM：伊東聡（2003年9月19日まで）
- CAM：後藤一平
- VE：渋谷岳彦
- EED：倉茂弘孝、土井一浩
- MA：榊枝一也
- ナレーター：上村典子（2002年10月18日 - 2003年3月）
- 協力：河野一好（深夜時代のみ）
- AP：井野知美（2003年9月19日まで）、朝倉康晴（2002年4月19日のみ）
- ディレクター：中屋満、中野行男、中野裕子、目黒和宏、野田義人、清水星人、黄木美奈子、中井康二、柳井誠也
- 演出：チャーリー小林
- 演出監修：五味一男（深夜時代のみ）
- 監修：菅賢治（深夜時代のみ）
- プロデューサー：小路丸哲也（2002年4月19日 - 2003年3月）

## おもなエピソード
司会者吉田栄作
2024年4月16日放送回パンサー向井の＃ふらっとで吉田栄作が語ったことによると、司会者は「僕の仕事じゃない」と何度もオファーを断ったが当時のプロデューサーに説得されて司会者に就任し、また虎と志願者とのやり取りでストレスを感じて胃潰瘍になった事を明かした
収録日と放送日
収録日と放送日はまちまちであり、志願者の都合などによっては収録日から放送日まで1年以上の月日が空くこともあった。同日に収録したものに関しても、放送日がそれぞれ全く異なることも少なくなかった。そのため、同日に放送されたものでも、司会の吉田の服装や髪型が異なっていたり、出演した虎達が大きく違うこともよくあった。また、同日の収録の際であっても、一部の虎を入れ替えて収録を行うこともあった。
志願者から虎へ
岩井は最初志願者として番組に応募したが、当時は年齢制限があり、結果スタッフから虎としての出演をオファーされたという経緯を持つ。そのため決して潤沢に資金を持っていたわけでもなく、最初に自分が関わったマネーが成立した際は、緊張で手の震えが止まらず何度もNGを出してしまったという。また、マネー成立後に番組の出した条件をクリアし虎として出演する権利を獲得した志願者（前述した成功者のクレープ製造販売チェーン店元代表取締役社長）もいたが、番組が放送終了したために結局出演は叶わなかった。
ヤラセ疑惑
放送当時から「投資金は虎ではなく番組の制作費から出している」「出演者の発言は台本通り」「志願者は応募だけでなく仕込みで出演している人もいる」などやらせの噂が少なくなかったが、抱き枕（いわゆるオタク向けグッズ）ビジネスのプレゼン側で登場していたチャンコ増田も、「少なくとも僕の時には（やらせは）一切なかった」と証言している。虎側も「あの番組、ヤラセじゃなく、本当に自腹で投資した」（川原ひろし）、「編集で発言が前後することがあったが、ヤラセは無かった」（安田久）とやらせについて否定している。
応募受付の方法
志願者の応募受付は、「番組放送日のみ行う電話受付」と「番組HP」から行う2つの方法があった。このうち番組開始から1か月後の初期の土曜深夜時代の時点でも電話応募には約200件、HP受付には1日80件の応募があったという。
幻の最終回
岩井が自身のYouTubeチャンネルにて明かしたところによると、番組の最終回の企画として、元々は番組に志願者として応募していた岩井を改めて志願者として出場させ、岩井以外の5人の虎から投資を受けられるか否かを決めるプレゼンテーションの様子が収録された。しかし、この収録にて話が紛糾し、最終的に岩井と虎が取っ組み合いのケンカをするまでにエスカレート、これにより放送は無理であると判断され、この収録分はお蔵入りとなった。実際に放送された番組最終回では、それまでのマネー成立者のその後を追ったVTRや海外版マネーの虎の番組の一部を紹介した。
年俸3,000万円!
この番組をもとにした「『マネーの虎』に出演した大物起業家が登場し、1人だけを年俸3,000万円で採用する」ことをコンセプトとした企画は、2006年4月から「年俸3,000万円!」としてこの番組の最後の枠で放送予定であったが、編成の都合上から放送することを断念した。なお、募集していたHPには『ぐるぐるナインティナイン』と『ナイナイサイズ!』のバナーがあった。
サブリミナル疑惑
2004年2月、番組のオープニングで「一瞬だけ一万円札が映る」というサブリミナル効果（民放連で使用が禁止されている）の映像が使われていたと報道された。
問題の映像は「マネーの虎」の冒頭部分で、セーラー服姿の女子学生がかばんから札束をつかみ出し、番組タイトルが重ねられ、本編に入るシーンにおいて、効果音とともに画面が白っぽくなり一瞬セピア色に変わるが、この際に0.2秒（1秒30コマ中の6コマ）だけ、1万円札の福沢諭吉の顔が現れる。0.2秒と肉眼でハッキリ確認できるため、無意識下に訴えるサブリミナル映像というよりは、アニメやドラマで使用されるフラッシュカットに近い演出であった。
日本テレビ広報部は「肉眼で確認できるため、サブリミナルではない」と否定した。「調査した結果、民放連の規定に抵触する可能性があると確認した。ある種の印象度を与えようとしたもので、意図的にやっていたわけではない」と説明した。担当したスタッフは「お金を強調したかった」と話しており、報道後は福沢諭吉の顔を入れたセピア色の部分がすべて削られた。

## 企画背景
番組開始当時の2001年。東京キー局の中でも視聴率トップだった日本テレビだったが、その一方で新番組が少なく若い製作者を育成する環境が十分ではなかった。そこで社内の若手社員から新番組の企画を応募したところ500を超えるアイディアが集まった。その中で選ばれた3本が『日本のミカタ』、『真夜中の嵐』、そして『マネーの虎』であった。
新番組開始に当たって「マネーの虎」の場合は、番組開始から3か月以内に視聴率7％を超えなかった場合は、半年で番組終了。ただし、一度でも超えたら継続という条件だった。これは深夜帯とはいえ、ゴールデンタイムに数値を直すと18 - 20%に匹敵するハードルだった。この条件の中で演出などの一例として、例えばマネー獲得成功の結末をあえて冒頭で見せて、挑戦者がそこに至るまでの経緯を視聴者に興味を持たせるなどの工夫が成功し、番組開始から1か月後の11月には視聴率7%越えを2回達成した。
また、番組開始にあたっては肝心となる虎＝出資者探しにも奔走することになり、最終的には資料段階で却下された者を含めて、300人の社長に当たることとなった。

## 放送リスト

### 土曜深夜枠
| 放送日     | 出演した虎                     | 企画名                         | 希望額 | 出資額 | 備考 |
| ---------- | ------------------------------ | ------------------------------ | ------ | ------ | --- |
| 2001.10.06 | 堀之内、吉川、上野、川原、高橋 | 無国籍ファーストフード店       | 860万  | 860万  | 高橋が全額投資。 |
| 2001.10.13 |                                | 新ブランド店                   | 1620万 | 0円    | |
| 2001.10.13 |                                | 個室風俗店                     | 650万  | 650万  | 上野が全額投資。 |
| 2001.10.20 |                                | ひきこもり専用風俗店           | 350万  | 350万  | 佑天寺うらん。加藤が全額投資。 |
| 2001.10.20 |                                | 癒しの焼き鳥店                 | 3600万 | 0円    | |
| 2001.10.27 |                                | 水商売専門不動産屋             | 530万  | 0円    | |
| 2001.10.27 |                                | 同性愛者専門温泉旅館           | 5000万 | 0円    | |
| 2001.11.03 |                                | 虐待の自叙伝出版               | 800万  | 0円    | |
| 2001.11.03 | 堀之内、吉川、上野、川原、高橋 | アクロバット飛行士             | 600万  | 600万  | 堀之内、高橋が300万ずつ投資。 |
| 2001.11.10 |                                | 新感覚中華ドリンクデザート屋台 | 850万  | 0円    | |
| 2001.11.10 |                                | 腹筋サポーター                 | 950万  | 0円    | |
| 2001.11.17 |                                | スペインでたこ焼き店           | 1300万 | 0円    | |
| 2001.11.17 |                                | 新情報管理システム             | 5000万 | 0円    | |
| 2001.11.24 |                                | M&A仲介ビジネス                | 930万  | 0円    | ルール違反を高橋が指摘しノーマネー。 |
| 2001.11.24 | 床波、加藤、上野、川原、高橋   | エアロパーツ会社               | 600万  | 600万  | 上野、加藤、高橋が200万ずつ投資。 |
| 2001.12.01 |                                | CG映像クリエイター集団         | 780万  | 780万  | 高橋が全額投資。 |
| 2001.12.08 |                                | 宝くじ付き雑誌出版             | 709万  | 0円    | |
| 2001.12.08 |                                | ゲイ専門出会い系サイト         | 1100万 | 1100万 | 加藤が100万、上野が1000万投資。なお、上野の1000万は現金ではなく保有している休眠会社を志願者に名義貸しさせたもの（1100万の内、1000万が当時株式会社を設立する際に必須だった最低資本金であったため）。 |
| 2001.12.15 | 堀之内、吉川、加藤、市東、高橋 | 出張ネイルサロン               | 500万  | 0円    | |
| 2001.12.15 |                                | 病院予約システム               | 2700万 | 0円    | |
| 2001.12.22 | 堀之内、吉川、加藤、市東、高橋 | 婚礼司会者育成スクール         | 888万  | 0円    | |
| 2001.12.22 | 堀之内、吉川、上野、安田、杉本 | 演歌CD自販機                   | 1500万 | 0円    | |
| 2002.01.12 | 堀之内、加藤、上野、床波、高橋 | 今までにないクラブ開店         | 650万  | 650万  | 加藤が300万、高橋が250万、上野が100万投資。 |
| 2002.01.12 |                                | 新コンセプト和風Bar            | 1500万 | 0円    | 武田双雲。 |
| 2002.01.19 | 堀之内、吉川、上野、安田、杉本 | 中華ファーストフード           | 1億    | 0円    | |
| 2002.01.26 | 堀之内、吉川、上野、川原、市東 | 総合美容研究所                 | 780万  | 0円    | |
| 2002.01.26 | 堀之内、安田、加藤、杉本、高橋 | 和風ショーBar                  | 2200万 | 0円    | |
| 2002.02.02 | 堀之内、吉川、上野、安田、杉本 | アクセサリー一体型ブランド     | 1440万 | 0円    | |
| 2002.02.02 | 堀之内、小林、加藤、川原、高橋 | 障害者絵本出版                 | 1000万 | 0円    | |
| 2002.02.09 | 堀之内、吉川、上野、小林、加藤 | 3部制プレイヤーズクラブ        | 990万  | 0円    | |
| 2002.02.09 | 堀之内、安田、加藤、杉本、高橋 | パチンコ店限定漫画雑誌         | 3000万 | 0円    | |
| 2002.02.16 | 堀之内、吉川、上野、小林、加藤 | フラワーアレンジメント         | 984万  | 984万  | 吉川が全額投資するも、後に志願者が辞退。 |
| 2002.02.23 | 堀之内、安田、加藤、杉本、高橋 | 日本未上陸デザートチェーン     | 5000万 | 0円    | |
| 2002.02.23 | 堀之内、加藤、上野、川原、野尻 | 出張洗車サービス               | 875万  | 0円    | |
| 2002.03.02 | 小林、加藤、上野、安田、高須   | 海外外食エージェント           | 772万  | 500万  | |
| 2002.03.02 | 堀之内、加藤、上野、川原、野尻 | ペットショップ                 | 1300万 | 0円    | |
| 2002.03.09 | 堀之内、床波、上野、川原、加藤 | 携帯メール物流システム         | 1300万 | 0円    | 加藤＆上野が400万、床波が500万を条件付きで投資するも、後日条件に問題があり、ノーマネーで終わった。                                                                                                  |
| 2002.03.09 | 堀之内、吉川、加藤、愛田、高橋 | インディーズバンド             | 800万  | 0円    | |
| 2002.03.16 | 小林、加藤、上野、安田、高須   | 無国籍パスタ店                 | 1800万 | 1800万 | 小林が全額投資。 |
| 2002.03.16 | 堀之内、床波、上野、川原、加藤 | ロンドンで和風ダイニングバー   | 4000万 | 0円    | |
| 2002.03.23 | 小林、加藤、上野、安田、高須   | カナダで豆腐ビジネス           | 910万  | 0円    | |
| 2002.03.23 | 堀之内、床波、上野、川原、加藤 | タコライスのトレーラーショップ | 800万  | 0円    | この日に内容の前半部分だけが放送された後、番組がゴールデンに進出した後に内容の後半部分を放送すると告知されたが、放送されないまま番組自体が終了。                                                    |

### 金曜20時枠
| 放送日     | 出演した虎                     | 企画名                                           | 希望額 | 出資額 | 備考 |
| ---------- | ------------------------------ | ------------------------------------------------ | ------ | ------ | --- |
| 2002.04.19 | 堀之内、小林、加藤、川原、高橋 | 日本一のラーメン店                               | 1000万 | 0円    | 川原が条件付きで全額投資するも、志願者が辞退したため、ノーマネーで終わる。                                          |
| 2002.04.19 | 堀之内、小林、加藤、川原、高橋 | 出会い系英会話クラブ                             | 1200万 | 0円    | |
| 2002.04.19 | 堀之内、小林、加藤、川原、高橋 | 低価格讃岐うどん店                               | 2000万 | 0円    | |
| 2002.05.03 | 堀之内、吉川、上野、小林、加藤 | 芸能プロ再開                                     | 600万  | 0円    | |
| 2002.05.03 | 堀之内、小林、加藤、大原、高橋 | 移動中古車店                                     | 1610万 | 500万  | |
| 2002.05.17 | 堀之内、加藤、上野、川原、野尻 | 日焼けサロン                                     | 320万  | 320万  | 川原が200万、加藤が120万投資。                                                                                      |
| 2002.05.17 | 堀之内、小林、加藤、岩井、文野 | 不登校児対応進学塾                               | 2800万 | 0円    | |
| 2002.05.24 | 堀之内、小林、加藤、大原、高橋 | ニュースタイルお好み焼き店                       | 600万  | 0円    | 一旦マネーが成立するも、後日志願者の発言に嘘が発覚したため、ノーマネーで終わる。                                    |
| 2002.05.24 |                                | 移動式ネイルサロン店                             | 1000万 | 0円    | |
| 2002.06.21 | 堀之内、小林、加藤、川原、文野 | 新感覚石焼ビビンパ店                             | 3000万 | 0円    | |
| 2002.06.21 | 堀之内、小林、加藤、川原、早原 | 全く新しいインターネット事業                     | 5760万 | 0円    | |
| 2002.06.28 | 堀之内、小林、加藤、川原、高橋 | ワンコイン屋台                                   | 685万  | 685万  | 川原が全額投資。 |
| 2002.06.28 | 堀之内、南原、加藤、川原、岩井 | 必ず成績の上がる塾                               | 1000万 | 0円    | |
| 2002.07.12 | 堀之内、貞廣、加藤、川原、文野 | 女性のための新スタイル回転寿司                   | 8200万 | 0円    | |
| 2002.07.12 | 堀之内、貞廣、加藤、川原、文野 | とんこつ焼きそば                                 | 920万  | 0円    | |
| 2002.07.19 | 堀之内、小林、加藤、川原、早原 | アンティーク着物店                               | 1420万 | 1420万 | 堀之内、早原が全額投資を希望し、早原が全額投資するも、後に志願者が辞退した。                                        |
| 2002.07.19 | 堀之内、吉川、加藤、岩井、小林 | 第2のモーニング娘                                | 2500万 | 0円    | |
| 2002.07.26 | 堀之内、小林、加藤、川原、高橋 | モンゴルでタクシー事業                           | 1752万 | 1800万 | 加藤、川原が600万ずつ投資し、高橋が現地視察をした結果、条件付きでマネー成立まで残り552万を上回る600万円を投資した。 |
| 2002.07.26 | 堀之内、吉川、加藤、川原、小林 | 独立開業者向け店舗開店プロデュース               | 940万  | 0円    | |
| 2002.08.02 | 堀之内、吉川、加藤、岩井、小林 | 救急パソコンドクター                             | 670万  | 670万  | 岩井、小林が335万ずつ投資。                                                                                         |
| 2002.08.02 | 堀之内、南原、加藤、川原、岩井 | アレルギーを防ぐ子供服店                         | 340万  | 0円    | |
| 2002.08.16 | 堀之内、貞廣、加藤、川原、文野 | パンしか出さないレストランカフェバー             | 7000万 | 0円    | |
| 2002.08.30 | 堀之内、吉川、加藤、貞廣、岩井 | ベトナム歌手日本デビュー                         | 851万  | 100万  | |
| 2002.08.30 | 堀之内、南原、加藤、川原、安田 | 情報提供秘書会社                                 | 1049万 | 0円    | |
| 2002.09.06 | 堀之内、尾崎、加藤、川原、安田 | 中華シャーピン店                                 | 1000万 | 300万  | |
| 2002.09.06 | 堀之内、小林、加藤、川原、高橋 | 等身大抱き枕                                     | 1000万 | 0円    | |
| 2002.10.18 | 堀之内、南原、加藤、川原、安田 | 世界一のパスタとピザのレストランチェーン         | 980万  | 980万  | 加藤が全額投資。 |
| 2002.10.18 | 堀之内、南原、加藤、川原、岩井 | カナダブームを起こす店                           | 1000万 | 0円    | |
| 2002.10.25 | 堀之内、野口、加藤、川原、文野 | スポーツストレッチ専門店                         | 1550万 | 0円    | 兼子ただし。 |
| 2002.10.25 | 堀之内、安田、加藤、川原、岩井 | リラクゼーションカフェ                           | 1000万 | 700万  | |
| 2002.11.22 | 堀之内、吉川、加藤、貞廣、岩井 | 高級ハンドメイド家具店                           | 500万  | 500万  | 堀之内、貞廣、岩井が全額投資を希望し、志願者が貞廣を選んだ。                                                        |
| 2002.12.06 | 堀之内、南原、加藤、川原、岩井 | ニュージーランドで中古車販売・レンタカー屋       | 780万  | 0円    | 志願者が離婚調停中だと発覚し堀之内が指摘、ノーマネー。                                                              |
| 2002.12.06 | 堀之内、尾崎、加藤、川原、安田 | ハワイアン手巻きロール専門店                     | 500万  | 500万  | 安田が全額投資。 |
| 2002.12.13 | 堀之内、野口、加藤、川原、安田 | エルメスバーキン専門店                           | 1587万 | 0円    | |
| 2002.12.20 | 南原、尾崎、加藤、川原、岩井   | フランスロール                                   | 800万  | 800万  | 南原が400万、尾崎が300万、岩井が100万投資。                                                                         |
| 2002.12.20 | 堀之内、小林、加藤、川原、高橋 | お受験のトータルプロデュース                     | 1470万 | 0円    | |
| 2003.01.17 | 堀之内、安田、加藤、川原、文野 | 日本の芸能界を変える芸能プロダクション設立       | 3500万 | 0円    | 吉田栄作が一時退場した。                                                                                            |
| 2003.01.31 | 堀之内、吉川、加藤、川原、南原 | 外反母趾サンダル                                 | 1130万 | 0円    | |
| 2003.02.07 | 南原、尾崎、加藤、川原、岩井   | リフレッシュモール                               | 4200万 | 0円    | |
| 2003.02.14 | 堀之内、安田、加藤、川原、文野 | アメリカンピザ店                                 | 2520万 | 0円    | 志願者の希望額は25万2000ドルであり、1ドル100円としての計算であった。                                                |
| 2003.02.14 | 堀之内、吉川、加藤、川原、小林 | 出会い系コーディネート                           | 1133万 | 0円    | |
| 2003.02.21 | 堀之内、吉川、加藤、櫻木、南原 | F1レーサー                                       | 3000万 | 2000万 | 下山征人。 |
| 2003.02.28 | 堀之内、南原、加藤、貞廣、高橋 | 宮崎でフリーペーパー発行                         | 300万  | 0円    | |
| 2003.03.07 | 堀之内、野口、加藤、川原、文野 | バングラディッシュカレー店                       | 2800万 | 1000万 | |
| 2003.03.14 | 堀之内、樋口、加藤、川原、岩井 | 武道館デビュー                                   | 1884万 | 1884万 | 樋口が1000万、加藤が884万を投資。                                                                                   |
| 2003.03.14 | 堀之内、尾崎、加藤、川原、岩井 | 高級オーダーカーテンの激安販売                   | 706万  | 0円    | |
| 2003.04.18 | 堀之内、南原、加藤、貞廣、高橋 | ニューヨークスタイルのハウスウェアショップ       | 1000万 | 0円    | |
| 2003.04.18 | 堀之内、吉川、加藤、岩井、小林 | レンタルペットショップ                           | 1000万 | 0円    | |
| 2003.04.25 | 堀之内、南原、加藤、川原、岩井 | エストニアのビールを輸入販売                     | 2660万 | 0円    | |
| 2003.04.25 | 堀之内、野口、加藤、川原、南原 | マレーシアで中古ゴルフショップ                   | 800万  | 0円    | |
| 2003.05.02 | 堀之内、安田、加藤、川原、文野 | 創作チャーハン専門店                             | 1310万 | 0円    | |
| 2003.05.02 | 堀之内、樋口、加藤、川原、文野 | 母乳石鹸                                         | 970万  | 400万  | |
| 2003.05.16 | 堀之内、安田、加藤、川原、文野 | インド料理のファーストフード店                   | 1200万 | 0円    | |
| 2003.05.16 | 堀之内、樋口、加藤、川原、岩井 | スポーツ選手・芸能人向けキャリアカウンセリング校 | 568万  | 568万  | 岩井が全額投資。 |
| 2003.05.23 | 南原、貞廣、加藤、川原、岩井   | レコード会社設立                                 | 820万  | 820万  | DJ UTO。貞廣が410万円、川原が200万円、岩井が210万円投資。                                                           |
| 2003.06.06 | 貞廣、尾崎、安田、川原、樋口   | カオソーイ                                       | 404万  | 404万  | 安田が全額投資。 |
| 2003.06.06 | 臼井、尾崎、吉川、レイコ、野口 | 女性専用顔剃り専門店                             | 4800万 | 0円    | |
| 2003.06.13 | 堀之内、尾崎、加藤、川原、岩井 | キムチ                                           | 360万  | 360万  | 岩井が全額投資。 |
| 2003.06.13 | 臼井、尾崎、吉川、レイコ、野口 | スープカレー                                     | 1200万 | 0円    | |
| 2003.07.11 | 臼井、尾崎、吉川、レイコ、野口 | あってり麺                                       | 980万  | 100万  | |
| 2003.07.18 | 南原、臼井、加藤、川原、岩井   | ペットを健康にする水                             | 370万  | 370万  | 岩井が全額投資。 |
| 2003.07.25 | 堀之内、南原、吉川、加藤、岩井 | ベトナムでブライダルビジネス                     | 1520万 | 0円    | 吉川が条件次第で全額投資を決めるも、条件クリアが困難であり、ノーマネ―に終わった。                                   |
| 2003.07.25 | 堀之内、吉川、加藤、櫻木、南原 | 日光にアジアのリゾート施設                       | 5000万 | 0円    | |
| 2003.08.01 | 堀之内、南原、加藤、貞廣、高橋 | ボクシング                                       | 300万  | 300万  | 堀之内、貞廣、高橋が100万ずつ投資。                                                                                 |
| 2003.08.22 | 堀之内、小林、加藤、大原、高橋 | 中国初の貿易物流システム                         | 1850万 | 1850万 | 高橋が全額投資。 |
| 2003.08.29 | 堀之内、尾崎、加藤、川原、臼井 | 美と健康のための牛テールカレー・シチュー店       | 1800万 | 0円    | |
| 2003.08.29 | 堀之内、尾崎、加藤、川原、貞廣 | 移動式とんじき屋                                 | 180万  | 0円    | |
| 2003.09.12 | 堀之内、尾崎、加藤、樋口、貞廣 | ワイヤーアートアクセサリーグッズの移動販売       | 260万  | 260万  | 樋口が全額投資。 |
| 2003.09.12 | 堀之内、臼井、加藤、川原、岩井 | ロンドンで寿司の移動販売                         | 1560万 | 0円    | |

### 月曜別バラ枠
| 放送日     | 出演した虎                     | 企画名                                     | 希望額 | 出資額 | 備考                                                                                  |
| ---------- | ------------------------------ | ------------------------------------------ | ------ | ------ | ------------------------------------------------------------------------------------- |
| 2003.09.29 | 堀之内、南原、加藤、岩井、高橋 | 京都町家劇場                               | 1811万 | 0円    | 森脇健児。                                                                            |
| 2003.10.06 | 堀之内、南原、加藤、岩井、高橋 | スタビライゼーショントレーニング           | 555万  | 556万  | 工藤兄弟。南原、岩井が278万円を投資した結果、希望額より1万円多い556万円が投資された。 |
| 2003.10.13 | 堀之内、南原、貞廣、川原、岩井 | 筋肉タレント専門芸能事務所                 | 460万  | 0円    |                                                                                       |
| 2003.10.20 | 堀之内、南原、加藤、岩井、高橋 | オリジナルブランドショップ                 | 254万  | 254万  | 尾身和樹（元ジャニーズJr.）。高橋が全額投資。                                         |
| 2003.10.27 | 堀之内、吉川、南原、貞廣、高橋 | 元気の出る食堂                             | 855万  | 855万  | 柴田光太郎（田宮二郎の息子）。高橋が全額投資。                                        |
| 2003.11.03 | 堀之内、南原、貞廣、岩井、高橋 | 美と健康の事を考えた店                     | 1435万 | 1435万 | 揚田あき。岩井が735万、高橋が700万を投資。                                            |
| 2003.11.10 | 堀之内、南原、加藤、臼井、貞廣 | バンドでロンドン・デビュー                 | 700万  | 300万  | 古坂和仁は後にピコ太郎の名義で、世界的大ヒットとなる。                                |
| 2003.11.17 | 堀之内、吉川、南原、安田、貞廣 | フィッシングカフェ                         | 1500万 | 0円    |                                                                                       |
| 2003.11.24 |                                | ペットのためのペットショップ               | 5000万 | 0円    |                                                                                       |
| 2003.12.01 | 堀之内、吉川、南原、貞廣、岩井 | ロサンゼルスにカウンセリングレストラン     | 1500万 | 1500万 | 岩井社長が全額投資。                                                                  |
| 2003.12.08 |                                | 堀之内物語 前編                            | ---    | ---    | ホームレスから再起した堀之内社長のビジネス人生をドラマ化。                            |
| 2003.12.15 |                                | 堀之内物語 後編                            | ---    | ---    | ホームレスから再起した堀之内社長のビジネス人生をドラマ化。                            |
| 2004.01.05 | 堀之内、南原、貞廣、川原、小林 | カレーパウダーマッサージ店                 | 2000万 | 0円    |                                                                                       |
| 2004.01.12 | 堀之内、南原、貞廣、加藤、小林 | トルコのファーストフード店                 | 1800万 | 1800万 | 小林、貞廣、堀之内が600万円ずつ投資。                                                 |
| 2004.01.19 | 堀之内、南原、加藤、貞廣、岩井 | 在日中東アジア人向けCSチャンネル           | 1000万 | 1000万 | 岩井、南原が500万円ずつ投資。                                                         |
| 2004.01.26 | 堀之内、南原、加藤、貞廣、岩井 | 冷え性・発熱用健康ベルト                   | 760万  | 0円    |                                                                                       |
| 2004.02.02 | 堀之内、南原、小林、岩井、高橋 | 井出らっきょ野球塾                         | 2270万 | 2270万 | 井手らっきょ。高橋＆岩井が1000万円、小林が270万を投資。マネー成立での最高額。         |
| 2004.02.09 | 堀之内、川原、貞廣、岩井、小林 | 進化してゆくコンビニ型カフェ               | 930万  | 0円    |                                                                                       |
| 2004.02.16 | 堀之内、臼井、貞廣、岩井、小林 | ニューヨークスタイルヨーガスタジオ         | 1093万 | 0円    |                                                                                       |
| 2004.02.23 | 南原、尾崎、安田、臼井、貞廣   | ミールソリューション型イタリアンレストラン | 1700万 | 0円    |                                                                                       |
| 2004.03.01 | 南原、尾崎、加藤、臼井、岩井   | 離婚サポート会社                           | 350万  | 0円    |                                                                                       |
| 2004.03.08 | 南原、尾崎、加藤、臼井、貞廣   | ビューティーセンター                       | 2890万 | 0円    |                                                                                       |
| 2004.03.15 | 堀之内、南原、加藤、貞廣、小林 | フットサルコート                           | 5000万 | 0円    |                                                                                       |
| 2004.03.22 |                                | マネー成立者たちのその後 前編              | ---    | ---    |                                                                                       |
| 2004.03.29 |                                | マネー成立者たちのその後 後編              | ---    | ---    |                                                                                       |

## 各国バージョン

### イギリス
「Dragons' Den」（2005年1月4日 - ）
- 放送局：BBC Two（番組HP）
- 司会：エヴァン・ディヴィス（Evan Davis）
- シリーズ構成
  - シリーズ1（2005年1月4日 - 2月8日）
  - シリーズ2（2005年11月15日 - 12月20日）
  - シリーズ3（2006年8月3日 - 9月21日）
  - シリーズ4（2007年2月7日 - 3月7日）
  - シリーズ5（2007年10月15日 - 12月18日）
  - シリーズ6（2008年7月21日 - 9月8日）
  - シリーズ7（2009年7月15日 - 9月2日）
  - シリーズ8（2010年7月14日 - 9月6日）
  - シリーズ9（2011年7月31日 - 10月3日）
  - 帰ってきたマネーの虎（原題）（2018年4月 - 7月）
- The Dragons（虎）
  - ダンカン・バナタイン（Duncan Bannatyne） シリーズ1以降
  - ピーター・ジョーンズ（Peter Jones） シリーズ1以降
  - サイモン・ウッドロフ（Simon Woodroffe） シリーズ1
  - ダグ・リチャード（Doug Richard） シリーズ1・2
  - レイチェル・エルノー（Rachel Elnaugh） シリーズ1・2
  - セオ・パフィティス（Theo Paphitis） シリーズ2以降
  - デボラ・ミーデン（Deborah Meaden） シリーズ3以降
  - リチャード・ファーレイ（Richard Farleigh） シリーズ3・4
  - ジェームズ・カーン（James Caan） シリーズ5・6・7・8
  - ヒラリー・ディヴェイ（Hilary Devey） シリーズ9

### オーストラリア
「Dragons' Den」
- 放送局：Seven Network（番組HP）
- 司会：アンドリュー・オキーフ（Andrew O'Keefe）

### ニュージーランド
「Dragons' Den」
- 放送局：Television New Zealand（番組HP）
- 司会：ロードン・クリスティー（Rawdon Christie）

### イスラエル
「Hakrishim」（ヘブライ語で「サメ」）
- 放送局：Israel 10（番組HP）
- 司会：Guy Zohar

### カナダ
「Dragons' Den」（2006年10月3日から）
- 放送局：CBC Television（番組HP）
- 司会：ダイアン・バックナー（Dianne Buckner）

### オランダ
「Dragons' Den」（2007年5月から）
- 放送局：KRO（番組HP）
- 司会：Jort Kelder

### フィンランド
「Leijonan kita」（フィンランド語で「ライオンの口」）（2007年9月27日から）
- 放送局：MTV3（番組HP）
- 司会：アンナ・ソライネン

### 中国
「フゥフホ中国人」（原題：合伙中国人、中国ビジネスパートナー）（2016年5月22日から全12回で放送）
- 放送局：深圳TV

## パロディ番組・企画
前述した通り、様々な放送番組が本番組をパロディにしたことがあった。
- ぐるぐるナインティナイン:『マネーが皿』
- めちゃ×2イケてるッ!：『マネーの犬』
- ズームイン!!サタデー：『キノーの虎』 - 「プロ野球熱ケツ情報」の阪神タイガース主戦企画。
- とんねるずのみなさんのおかげでした：『マネーのへら』
- 学校へ行こう!：『マナーの猫』
- 完売地下劇場:『モノマネーの虎』
- Matthew's Best Hit TV:『マシューの虎』
- ワンナイR&R:『マネの虎』 - 本番組をパロディ化したコント。吉田栄作のポジションを蛍原徹が演じ、虎側は山口智充や宮迫博之らが演じた。また、志願者役として小堺一機がゲスト出演した。
- はねるのトびら:『ローンの虎』 - 本番組をパロディ化したコント。
- 中居正広の金曜日のスマたちへ：『中居の虎』
- マスカットナイト:『マネーのババア』
- 霜降り明星のオールナイトニッポン0:『真夜中の虎』
- 霜降りバラエティ:「ラストアイドルコラボ!! ガチンコ再現演劇ショー」 - 本番組のある回を暗記して再現。吉田栄作をAD田名網が、虎側はせいや、間島和奏、長月翠、安田愛里、大森莉緒が、志願者役を西村歩乃果が演じた。さらにその後にこの衣装のまま「何人も」をラストアイドル5人で披露。
- ノブナカなんなん?:「即決！ドリームマネー」 - 1分間（場合によってロスタイムあり）で芸を披露し、女性セレブ『マネーの女豹』3人から出資してもらう。本家虎の川原ひろしが志願者の1人として挑戦するも不成立。
- かまいたちの掟：『マネーの鼬』
- そこ曲がったら、櫻坂?:『買ってもええで！マリーの虎』 - 櫻坂46の幸阪茉里乃を虎側として実施。

## 類似番組
- 令和の虎 - マネーの虎の１人・岩井良明が始めたYouTube番組[30]。
- 10億円会議
- 受験生版Tiger Funding